# 485
485 (CDLXXXV) var ett normalår som började en tisdag i den julianska kalendern.

## Händelser

### Okänt datum
- Aelle av Sussex bekämpar walesarna vid ån Mearcread.
- Petrus Fullo blir bannlyst av en synod i Rom.

## Födda
- Theoderik I, frankisk kung av Reims 511–534 (född omkring detta år eller 490)

## Avlidna
- Fincath mac Garrchu, kung av Leinster.
- Asklepigenia, nyplatonsk filosof.